# Obra de Paño
Obra de Paño es una aldea española situada en la parroquia de Lubre, del municipio de Bergondo, en la provincia de La Coruña, Galicia.

## Demografía
| Gráfica de evolución demográfica de Obra de Paño entre 2000 y 2018 |
|                                                                    |
| Datos según el nomenclátor publicado por el INE.                   |